# 馬籠城
馬籠城（まごめじょう）は、信濃国筑摩郡（岐阜県中津川市馬籠）にあった日本の城（山城）。

## 概要
中山道の馬籠宿が存在した馬籠村は、美濃国恵那郡から信濃国筑摩郡に移った木曽谷に属しており、戦国時代末期迄、馬籠城は遠山氏や木曾氏の支城であった。
江戸時代に入ると尾張藩領となり、明治時代の廃藩置県により名古屋県、伊那県、筑摩県を経て、長野県となったが、
平成17年（2005年）2月に、長野県木曽郡山口村が、岐阜県中津川市に越境合併したため、現在は中津川市の史跡となっている。

## 歴史
馬籠は遠山荘に属していたとされ、鎌倉時代に成立した『吾妻鏡』では、源義仲（木曾義仲）の妹の宮菊姫は北条政子の養女となり「美濃国遠山荘の一村」を与えられたと記され、これが馬籠とされて宮菊姫にまつわる伝承や墓が残っている。
室町時代には、馬籠遠山氏の所領となり、
永享3年（1431年）の『永享以来御番帳』に遠山馬籠左馬介、文安元年（1448年）の『内裏』に遠山馬籠、長享元年（1487年）の『常徳院殿』に遠山馬籠右馬介の名が見える。
文明5年（1473年）の応仁の乱では、東軍の木曾家豊と小笠原家長が木曽谷と伊那谷から遠山氏・土岐氏が支配していた美濃国の東部に侵攻して支配下に置いた。
天文年間に入って甲斐国の武田信玄が信濃国に勢力を伸ばすと、
天文24年（1555年）に木曾氏も武田信玄に降り、続いて遠山氏も武田氏の傘下に入った。
その後、元亀2年（1572年）頃から、武田信玄と織田信長の間で抗争が始まり、
『甲陽軍鑑』によると天正2年（1574年）武田勝頼が落とした遠山十八支城の中に、まごめの名が見える。
天正9年（1581年）、木曾義昌が武田勝頼を見限って離反したため馬籠城は木曾氏の支城となった。
天正12年（1584年）、木曾義昌は小牧・長久手の戦いの際には豊臣秀吉側に付き、馬籠城に島崎重通（島崎藤村の祖先にあたる）を入城させたが、徳川家康方の菅沼定利・保科正直・諏訪頼忠の連合軍が現在の馬籠宿の北に陣を張り馬籠城を攻める事を知った島崎重通は、山村良勝の守る妻籠城に逃げ、そこで徳川勢を撃退した。馬籠城はそのまま放置されたが馬籠は戦火から逃れた。
慶長5年（1600年）関ヶ原の戦いの前哨戦の東濃の戦いで東軍が勝利し、木曽谷全域は徳川家康の支配下となり、
元和元年（1615年）、尾張徳川家の領地となったが、特に手は加えられず廃城となった。

## 遺構・その他
主郭の東側に大手道と説明板が存在するが明確な遺構は見つかっていない。なお、中津川市神坂には南東の霧ヶ原にも丸山城と呼ばれる遠山氏の支城が存在する。